# パンク (サブカルチャー)
パンク（英: punk）は、パンク・ロックを中心に発生したサブカルチャーである。当初はロック音楽、イデオロギー、ファッションを中心としていたが、後にアート、ダンス、文学、映画などが含まれるようになり、独自のサブカルチャーを形成した。
パンク・ロックや、サブカルチャーとしてのパンクを表現する人々を、パンクス (punks) と呼ぶ。1人の場合はパンク (punk) である。本来の意味は「不良、チンピラ、役立たず」である。

## 歴史
パンクの初期の例としては、1970年代中頃、アメリカ合衆国のニューヨークでディクテイターズやパティ・スミスが活動を始め、1976年の末にイギリス、ロンドンでダムドがシングル「ニュー・ローズ」をリリースしたことがあげられる。具体的な発祥地については諸説ある。オーストラリア、フランス、西ドイツ、日本の大都市でも比較的初期に「パンクの影響が見られた」。

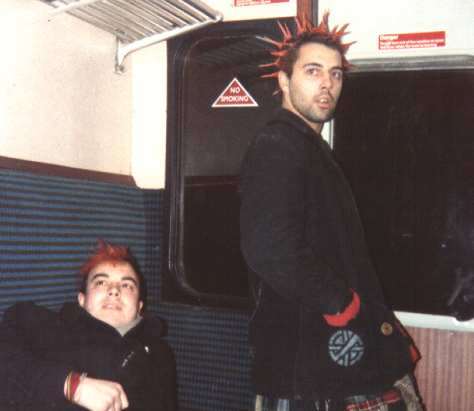
列車内の2人のパンクス（1986年）。右の男のコートにクラスのシンボルがステンシルで描かれている点に注意。

初期のパンクは様々な影響から生まれたもので、Jon Savage はこのサブカルチャーを、西洋で第二次世界大戦以後に存在したあらゆる若者文化を「安全ピンでまとめて止めた」ようなブリコラージュだと称した。様々な哲学的ムーブメント、政治的ムーブメント、芸術的ムーブメントがこのサブカルチャーに影響を与えた。特にパンクはいくつかのモダンアートの系統に触発されている。パンク的美学の形成には、多くの作家、書籍、文学運動が重要な役割を果たしている。パンク・ロックにはエディ・コクラン、フレディ・キャノンらのロックンロールから、ザ・フー、ストゥージズらのガレージ・ロックまでのルーツが存在した。
最初期のガレージ・パンクは、1960年代末のアメリカ北東部でのガレージロックのリバイバルを始点とする。最初に当時から「パンク」と呼ばれる音楽が登場したのは、1974年から1976年のニューヨークでのことである。それとほぼ同時期か直後にロンドンでもパンクが見られるようになった。間もなく、ロサンゼルスでもパンクが見られるようになった。これら英米の大都市がパンクの中心地となったが、のちにオレンジ・カウンティやブリストル(UK）など、多くの中小都市にもパンクは広がっていった。
1970年代末にパンクというサブカルチャーはニュー・ウェイヴ、2トーン、オルタナティヴ、ノー・ウェーブ、CMJ、カレッジ・ラジオなどの新ジャンルや媒体を生み、裾野が広がっていった。アメリカでは1980年代初めごろ、パンクに後から導入されてきた軽薄さやロックの形式を排除し、より過激なハードコア・パンクが生まれた。同じころイギリスでも似たような動きがあり、こちらはストリートパンクと呼ばれた。元々のパンクと同様、ハードコアとストリートパンクもサブカルチャーとして広まっていった。オルタナティヴ・ロックやインディーズは1970年代末から存在したが、1990年代初頭のアメリカでは、アンダーグラウンドなサブカルチャーがパンクから進化し、オルタナティヴ・ロック、グランジなどがオーバーグラウンドに浮かび上がってきた。

## 音楽
パンクというサブカルチャーは、パンク・ロックを中心としており、パンク・ロックを省略して「パンク」と呼ぶようになった。多くのパンク・ロックは1960年代のガレージロックや1970年代のパブロックをルーツとして、歪みの激しいギターと騒々しいリズム・セクションを伴った。ロンドン、ニューヨークの次にはロサンゼルスなどの大都市にも広がっていった。パンクとフォークロックを融合した音楽家には、ビリー・ブラッグらがいる。パンク・ロックの歌は短いことが多く、アレンジやコード進行は比較的単純である。歌詞はパンク的価値とイデオロギーを表現しており、セックス・ピストルズの "No Future" のニヒリズム的な歌詞から、左翼的なメッセージを持つクラッシュやクラスまで、さまざまである。

## 思想

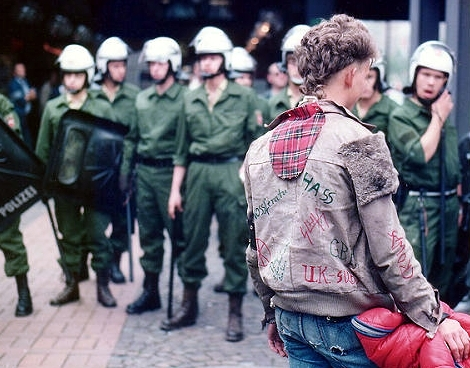
機動隊の前にドイツ人パンクスがいる（1984年の抗議運動）

パンクのイデオロギーは多くの場合、平等、個人の自由と反体制的視点において、アナーキズムやニューレフトに親和性を持っている。典型的なパンクの視点としては、反権威主義、DIY、不服従、反産業ロックなどが含まれる。その他の傾向として、反サッチャー、反人種差別、反ネオナチ、反ナショナル・フロント、戦争反対、ニヒリズム、アナキズム、社会主義支持、反軍国主義、反資本主義、反レーガン、反性差別、反民族主義、反ホモフォビア、環境保全主義支持なども含まれた。しかし、パンクであっても多くはロック愛好家のノンポリのパンクスであった。他に右翼的思想の者もいたし、絶望感が深まるにつれ、ネオナチ思想やキリスト教原理主義、右派リバタリアンのパンクスも目立ってきた。
初期のイギリスのパンクスは No Future というスローガンでニヒリズム的姿勢を表していた。これは、セックス・ピストルズの "God Save the Queen" の一節である。パンクのニヒリズムは、「ヘロインや…メタンフェタミンといった強くて自滅性の高い薬物」の使用や剃刀での「身体の一部の切断」といった形で表されていた。ドロップキック・マーフィーズのベーシスト、ケン・ケーシーがナチス式の敬礼をしたことでバンドは批判され、後にバンドはファシズムに反対していくことを再確認した。デッド・ケネディーズの曲「ナチ・パンクス・ファック・オフ」は、反ナチズムのテーマ的な見方をされている。

## アート
パンクは、ダダイスムなどの反体制的なアートからの影響が指摘されている。パンクの美学はパンクスの好む芸術の方向性も決定した。一般に、アンダーグラウンド、ミニマル・アート、聖像破壊的、風刺的なものが好まれる。パンクアート作品は、アルバムのカバーイラスト、コンサートなどのチラシ、パンク雑誌などを飾った。パンクアートは明確なメッセージを直接的に伝えることが多く、社会的不公平さや経済格差などといった問題を描いていることが多い。誰かが苦しんでいるイメージを使って見る者に衝撃を与え、感情移入させるのが一般的である。あるいは、利己的なイメージや愚かなイメージや冷淡なイメージを描くことで、見る者に軽蔑を感じさせようとする場合もある。
初期の作品はコピー機で複製するファンジン的なものが多かったため、白黒の作品が多かった。パンクアートはアンディ・ウォーホルの大量印刷向きの手法も活用する。パンクは、特にクラスを筆頭として、ステンシルアートの復興にも一役買った。状況主義もパンクアートに影響を与えており、特にセックス・ピストルズ関連のアートに顕著である。コラージュも多用されており、デッド・ケネディーズ、クラス、Jamie Reid、Winston Smith のアートが例として挙げられる。John Holmstrom はパンク漫画家であり、ラモーンズ関連や Punk Magazine で活動した。スタッキズムというムーブメントの源流はパンクであり、2004年のリバプール・ビエンナーレでウォーカー・アート・ギャラリーが開催した The Stuckists Punk Victorian という展示会の題名にもそれが現れている。グループの創設者の1人チャールズ・トムソンは、パンクは彼のアートにとって「重要なブレークスルー」だと述べている。

## 文学

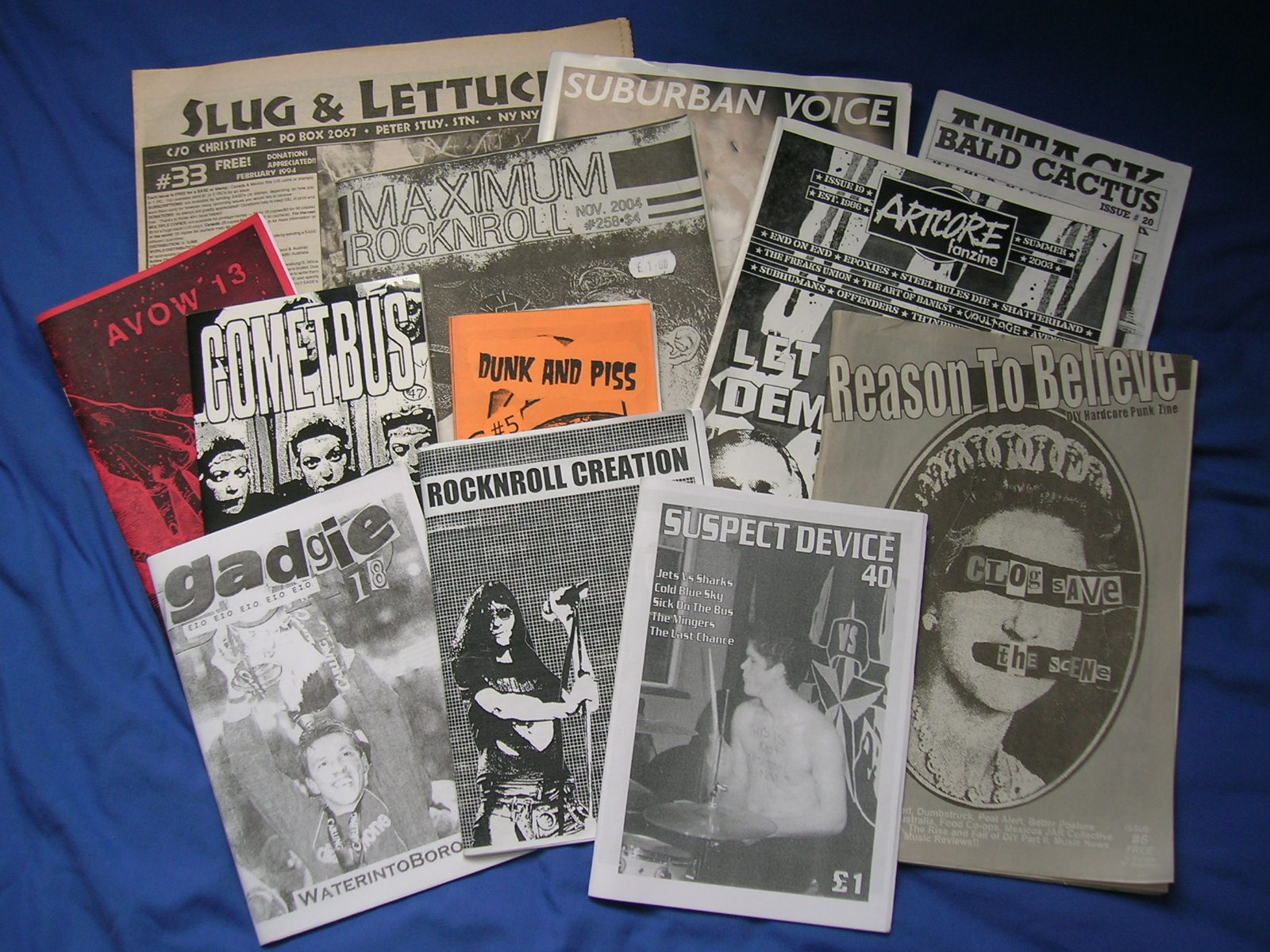
1994年から2004年ごろの米英のパンク雑誌の例

パンクは、ビート・ジェネレーションなどの反体制的な文学からの影響が、メディアによって指摘された。パンクからは多数の詩や散文が生まれた。パンク雑誌 (punk zine) と呼ばれるアンダーグラウンドな出版形態があり、ニュース、うわさ、文化的批評、インタビューなどが掲載される。一部の雑誌は個人誌 (perzine) の形式である。有名なパンク雑誌としては、Maximum RocknRoll、Punk Planet、Cometbus、Flipside、Search & Destroy などがある。 パンクについて書いた小説、伝記、自伝、コミックスなどもある。ロサンゼルスのパンクを描いたコミックスとして『ラブ・アンド・ロケッツ』があげられる。
パンク詩人としては、リチャード・ヘル、ジム・キャロル、パティ・スミス、John Cooper Clarke、Seething Wells、Raegan Butcher、Attila the Stockbroker といった人たちがいる。The Medway Poets というパフォーマンスグループにはパンク・ミュージシャンでもある Billy Childish が参加していた。ジム・キャロルの自伝的作品群は初期のパンク文学の好例である。パンクというサブカルチャーに触発され、ウィリアム・ギブソンらのSF小説ジャンルサイバーパンクや、スチームパンクといった文学ジャンルが生まれた。

## 映画
パンクを題材にした映像や映画もあり、パンク・ロックのミュージック・ビデオやパンクと関連が深いスケーター・ロックのビデオもよく見受けられる。映画に関わった有名なグループとしては、ラモーンズ（Rock 'n' Roll High School）、セックス・ピストルズ（『ザ・グレイト・ロックンロール・スウィンドル』）などが挙げられる。他に『シド・アンド・ナンシー』(1986) が有名で、セックス・ピストルズのベーシストだったシド・ヴィシャス（ゲイリー・オールドマンが演じた）とナンシー・スパンゲン（クロエ・ウェブが演じた）の物語を描いている。
パンクバンドのドキュメンタリー映画もよく制作されている。代表的なものとしては、セックス・ピストルズを描いた The Filth and the Fury がある。バンドメンバーや関係者（マルコム・マクラーレン、ヴィヴィアン・ウエストウッド、ナンシー・スパンゲンら）だけでなく、ビリー・アイドル、スティング、若き日のスージー・スー（スージー・アンド・ザ・バンシーズのボーカル）などの映像も使っている。クライマックスの1つは、エリザベス2世の即位25年祝典でセックス・ピストルズがテムズ川上のはしけの上で "God Save the Queen" を演奏し、その直後に逮捕されるシーンである。
No Wave Cinema や Remodernist film といったムーブメントはパンクとの関連が深い。パンクを描いた映画監督としてはデレク・ジャーマンが有名である。他にも、『24アワー・パーティー・ピープル』はパンクからニュー・ウェイヴやマッドチェスターへと進化する音楽シーンを描き、Threat はニューヨークのハードコアシーンにおけるストレート・エッジに焦点を当てている。

## ライフスタイルとコミュニティ

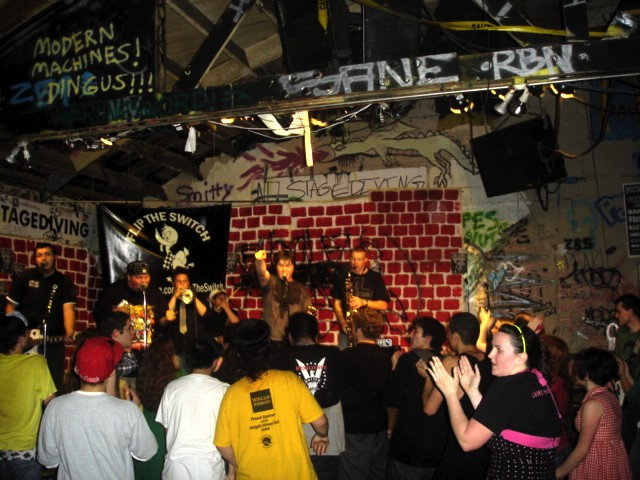
カリフォルニア州バークレーのパンク会場の小さなステージでバンドが演奏しているところ。

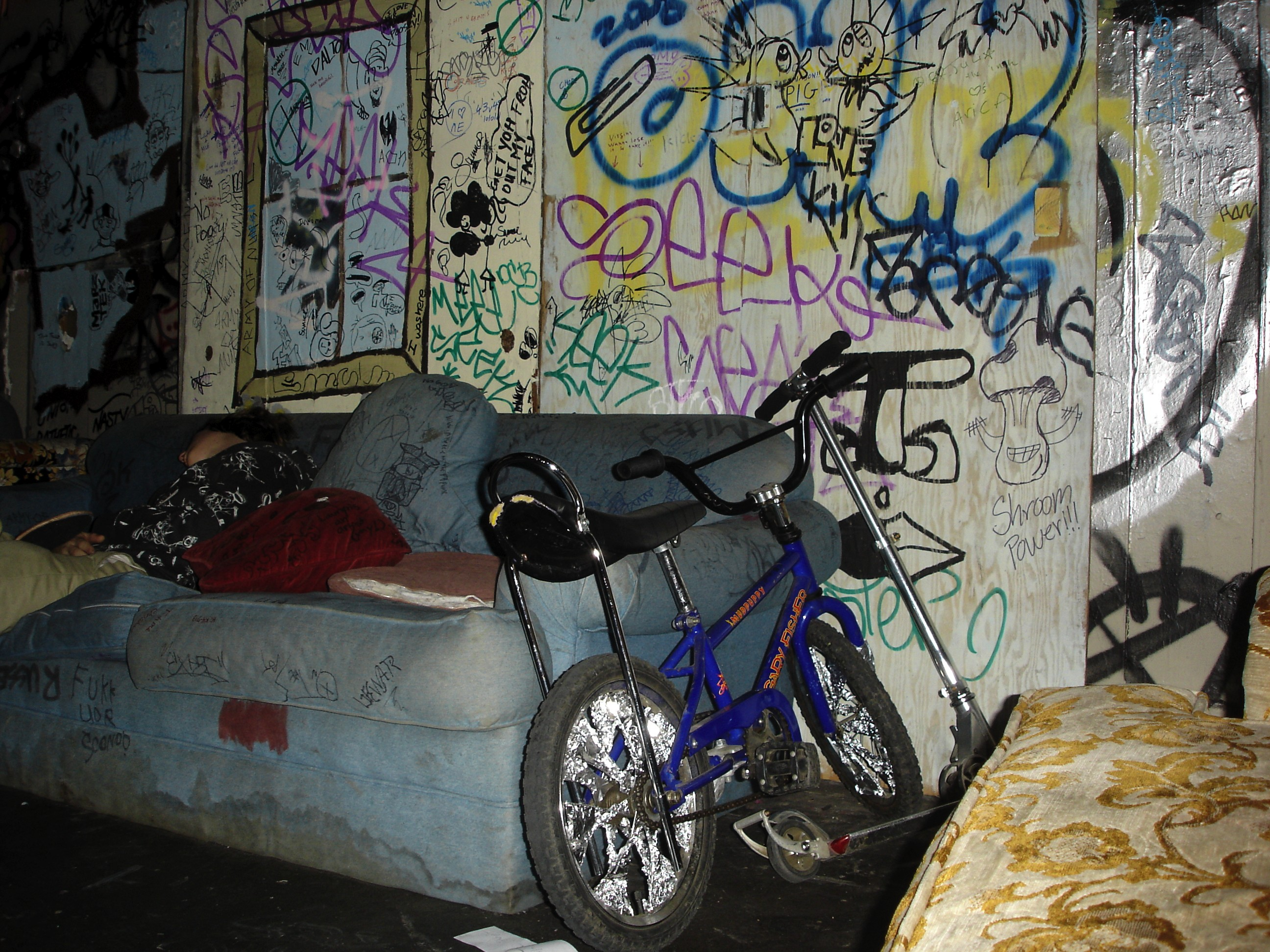
上の会場付近の楽屋側。グラフィティで壁が覆われている。

パンクスには様々な職業や経済階層の人々がいる。ライオット・ガールというムーブメントを除けば、そのほとんどは男性である。他のサブカルチャーと比較すると、パンクのイデオロギーは男女同権により近い。パンクは概ね「反人種差別」だが、パンクスのほとんどは白人である。パンクスの一部には、薬物乱用に陥ってしまう者もいる。例外としてはストレート・エッジがある。また暴力的であると連想されることも多いが、パンクの流れを汲む平和主義者のように暴力反対を唱えるパンクスもいる。
パンクスはローカルな音楽シーンを形成することが多く、小さい町では数十人、大都市では数千人程度でも成立する。そのようなローカルなシーンでは、中心となるパンクスの小さいグループがあり、その周囲によりカジュアルな人々が集まる。典型的なパンクシーンは、パンクと中心となるバンドで構成される。ファンはコンサートや抗議集会や他のイベントに参加し、パンク雑誌を出版する人、バンドの批評家、ライター、イラストなどを描く美術家、コンサートを運営する人々、インディーズのレーベルなどで働く人々などが関係する。スコッターがツアー中のバンドに宿を提供するなどのサポートの役割を果たす場合もある。パンクにおいてもインターネットの役割は増大しつつあり、特に仮想共同体の形成とファイル共有ソフトによる音楽ファイルのやりとりが重要である。

## 信頼性/真正性
「authenticity」は、信頼性、真正性（哲学）、信ぴょう性、本物などの意味がある。その尺度は政治思想（アナクロパンクのスコッターなど）からライフスタイル（ストレート・エッジにおける薬物やアルコールの禁止）まで様々である。パンクのサブカルチャーにおいては、「習慣的に自分とは違う何者かになりすます人」を "poseur" （気取り屋）と呼ぶ。この用語は、パンクというサブカルチャーの価値や哲学を共有または理解せずに、単に仲間として受け入れられようとしてファッションやしゃべり方を真似している人を指して使う。
非真正性 (inauthenticity) だと見破られた人はメンバーから軽蔑されるが、用語の定義とそれをどういう人に適用するかは主観的であり、議論が絶えない。例えば Television Personalities というグループの1978年の曲 "Part-Time Punks" には、パンクになりたいと思った人は誰もが poseur であり、パンク・ロックにおける真正性という概念は虚構だという意味の歌詞がある。音楽評論家 Dave Rimmer の Like Punk Never Happened という本では、「ロンドンの最初のパンク少年たちは、味気ないロックシーンに確実に楔を打ち込む革命を遂行することを想像した」と書いている。Rimmerはまた、「この言葉は真正性のムーブメントから外れた人を軽蔑する表現であり、"Poseurs" は彼らが好きな悪口だった」と書いている。Ross Buncle は1970年代末のオーストラリアのパースでのパンク・ロックの歴史を書き、その中で最終的に多数の poseurs に門戸が開かれ、音楽そのものよりイギリスのパンクバンドの服装に惹かれた人々がシーンに参加するようになったと主張している。そして彼は観衆の中には型どおりの poseurs は居なかったことを賞賛している。
他にも poseur という言葉が使われている曲がいくつかある。X-Ray Spex の "I am a Poseur"、1980年代初期のハードコア・パンクバンド MDC の "Poseur Punk"、カリフォルニアのパンクバンド NOFX の "Decom-poseur" などである。
Drowned in Sound というサイトにある記事では、1980年代の「ハードコア・パンクこそが真のパンク」だと主張している。何故なら「poseurやファッション狂が群がってきたことでニューロマンティックなどという軟弱なトレンドが生まれてしまった」からであり、パンクシーンは「DIY精神を完全に守る」人々だけでよく、「真のパンク者は、勉強して働いて家庭を持って家を持って退職して死ぬなどというシナリオとは無縁だ」からだという。

## 他ジャンルとの関係
ニューヨーク・ドールズやデヴィッド・ボウイなどのグラムロックは、パンク・ロックやゴシック・ロックに大きな影響を与えた。
1970年代後半、パンクスはヒッピーともイデオロギーなどの面で対立していた。しかし、クラスのメンバーペニー・ランボーは元はヒッピーであり、インタビューやエッセイ The Last Of The Hippies の中で、友人だった Wally Hope を記念してクラスを結成したと述べている。また、クラスは60年代から70年代を通してのヒッピーのムーブメントがクラスに大きく関わっているとしている（Dial Houseの創設は1967年）。パンクスの多くは、ヒッピーとの関わりという点でクラスには批判的だった。また、ジェロ・ビアフラもヒッピーに影響され、イッピーの思想を信条としている。しかし、彼の書いた歌詞はヒッピーに批判的な内容だった。
パンクとヒップホップは1970年代後半のニューヨークでほぼ同時期に生まれており、両者は相互に何らかの影響を与えあった。初期のヒップホップMCは自身をパンク・ロッカーと呼び、パンク・ファッションはヒップホップの服装にも見られた。マルコム・マクラーレンはイギリスにパンクとヒップホップの両方を紹介する役割を担った。ヒップホップに影響を受けたパンク的なグループには、ビースティー・ボーイズやBiohazardらがいる。
1960年代末ごろ目立つようになったスキンヘッドは、パンク・ロック（特にオイ!）の影響で1970年代後半に増殖した。スキンヘッドに人気があったスカやレゲエも、パンク・ミュージシャンに影響を与えている。パンクスとスキンヘッドの関係は、社会的な状況、時期、場所によって、反目しあったり友好的だったりしており、一概には言えない。パンクとヘヴィメタルは、労働者階級のロックという共通点があった。1970年代初め、ヘヴィメタルはプロトパンクに影響を与えた。アリス・クーパーはゴシック・ロックとメタルの両方に（ファッション、音楽の両面で）影響を与えた。デビューアルバムを1977年にリリースしたモーターヘッドは、その後もパンクにもメタルにも人気があり、ボーカルのレミー・キルミスターはパンク・ロックのファンだと公言している。メタルコア、グラインドコア、クロスオーバー・スラッシュといったジャンルはパンクやヘヴィメタルの影響を強く受けている。NWOBHMはディスチャージなどのパンクバンドに影響を与え、ハードコア・パンクはメタリカやスレイヤーといったスラッシュメタルバンドに影響を与えた。1990年代初めに生まれたグランジというサブカルチャーは、パンクのアンチファッション的理想とヘヴィメタルのギターサウンドの融合だった。しかし、ハードコア・パンクとグランジは1980年代に人気となったヘヴィメタルに対する否定的反応として発展した面もある。
インダストリアルやrivetheadというサブカルチャーは、音楽、ファッション、姿勢といった面でパンクと関係がある。パンク最盛期、パンクスは一般大衆や他のサブカルチャーから毛嫌いされ攻撃された。イギリスでは、パンクスはナショナル・フロント、ネオナチ、スキン・ヘッズ、テディボーイ、バイカーなどのメンバーとしばしば小競り合いを起こした。

## ファッション
安全ピンやワッペンを身に付けるのは、初期パンク・ファッションの典型的な例だった。だが、パンク・ファッションはパリコレのファッション・ショーに登場することにより、鋭さや激しさを失っていった。ヴィヴィアン・ウェストウッドらの「セックス」というブティックは、パンク・ファッションの拠点となった。また、ボンデージやSMと見られるような皮革やビニール製の服を着用することもあった。
パンクスによっては、細いジーンズ、格子縞のズボンやキルトやスカート、Tシャツ、ロッカージャケット（バンドのロゴ、ピン、ボタン、金属製の鋲などで装飾することが多い）、スニーカー、スケートボード用シューズ、ブーツなどが使用される場合もあった。後年のパンクスには見る人にショックを与える目的でナチのハーケンクロイツを身に着ける者もいたが、「多くのパンクスは反人種差別主義」であり、ハーケンクロイツを身に付けることには抵抗があった。髪型をモヒカン刈りやもっと過激なものにするパンクスもおり、髪の毛を立たせて固め、赤やピンクなど様々な色をつけたりする。

## ダンス
パンクに関連するダンスのスタイルとしてポゴダンスとモッシュがある。ステージからのダイブやクラウドサーフは、ザ・ストゥージズなどのプロトパンクのバンドが発祥とされており、その後パンクやヘヴィメタルやロックのコンサートでも見られるようになった。スカ・パンクではskankingと呼ばれるダンススタイルを広めようとした。ハードコアダンスはこれら全てのスタイルの影響を受けて後に開発されたものである。サイコビリーでは "wreck" と呼ばれるスタイルが好まれる。これは体をぶつけ合うスラムダンスのようなもので、殴り合いをする。